# Pterolophia fulva
Pterolophia fulva là một loài bọ cánh cứng trong họ Cerambycidae.